# Alexandra Andrejewna Fedoriwa

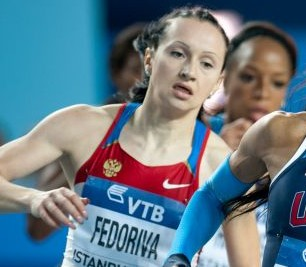
Alexandra Fedoriwa bei den Hallenweltmeisterschaften 2012

Alexandra Andrejewna Fedoriwa (russisch Александра Андреевна Федорива, engl. Transkription Aleksandra Fedoriva; * 13. September 1988 in Moskau) ist eine russische Sprinterin und Hürdenläuferin.
Die europäische Junioren-Meisterin im 100-Meter-Hürdenlauf von 2007 schied beim 200-Meter-Lauf der Olympischen Spiele 2008 in Peking im Halbfinale aus. Die in Peking 2008 mit der russischen 4-mal-100-Meter-Staffel gewonnene Goldmedaille wurde ihr 2016 aberkannt, da Julija Tschermoschanskaja bei Nachtests des Dopings überführt wurde. 2009 wurde sie mit der Staffel Vierte bei den Weltmeisterschaften. Bei den Europameisterschaften 2010 gewann sie Bronze über 200 Meter. Bei den Hallenweltmeisterschaften 2012 startete sie über 400 Meter und gewann Silber. Mit der russischen 4-mal-400-Meter-Staffel gewann sie Bronze. Bei den Olympischen Spielen 2012 schied sie über 200 Meter im Halbfinale aus.

## Persönliche Bestzeiten
- 100 m: 11,28 s, 28. August 2011, Daegu
- 200 m: 22,19 s, 6. Juli 2012, Tscheboksary
- 400 m: 54,55 s, 4. September 2012, Zagreb
- 100 m Hürden: 12,90 s, 27. Juni 2008, Tscheljabinsk